# Scopifera menippusalis
Scopifera menippusalis là một loài bướm đêm trong họ Noctuidae.